# يوسف شاه شاك
يوسف شاه شاك (بالأردية؛ یُوسف شاہ چک) هو حاكم كشمير، خلف والده علي شاه شاك، وحكم كشمير من عام 1579 إلى 1586م. كانت الخلافات منتشرة في عهده بين السنة وبعض الصوفية التي تُوصف بأنها تميل إلى المذهب الشيعي، وكان بعض النبلاء الكشميريين الساخطين يدفعون جلال الدين أكبر لضم كشمير. فذهب يوسف شاه شاك إلى سيالكوت، قبل إحضاره إلى دلهي لإجراء محادثات مع أكبر، ولكن خانت قوات أكبر يوسف، وسجنه طوال حياته.
كان يوسف شاعرًا، وكان يقول الشعر في محبوبته حبيبة خاتون، والتي كانت قد عارضت سفر يوسف إلى دلهي، لأنها شعرت بأنها مكيدة من جلال الدين أكبر.
بعد سجن يوسف خلف ابنه يعقوب شاه شاك في حكم كشمير لمدة ثلاث سنوات حتى عام 1589 م، حتى ضمها جلال الدين أكبر إلى إمبراطوريته.
سُجِنَ يوسف في البنغال، وانتقل لاحقًا إلى بهار حيث توفي. لا يزال قبره في بهار.